# Vaza Toga

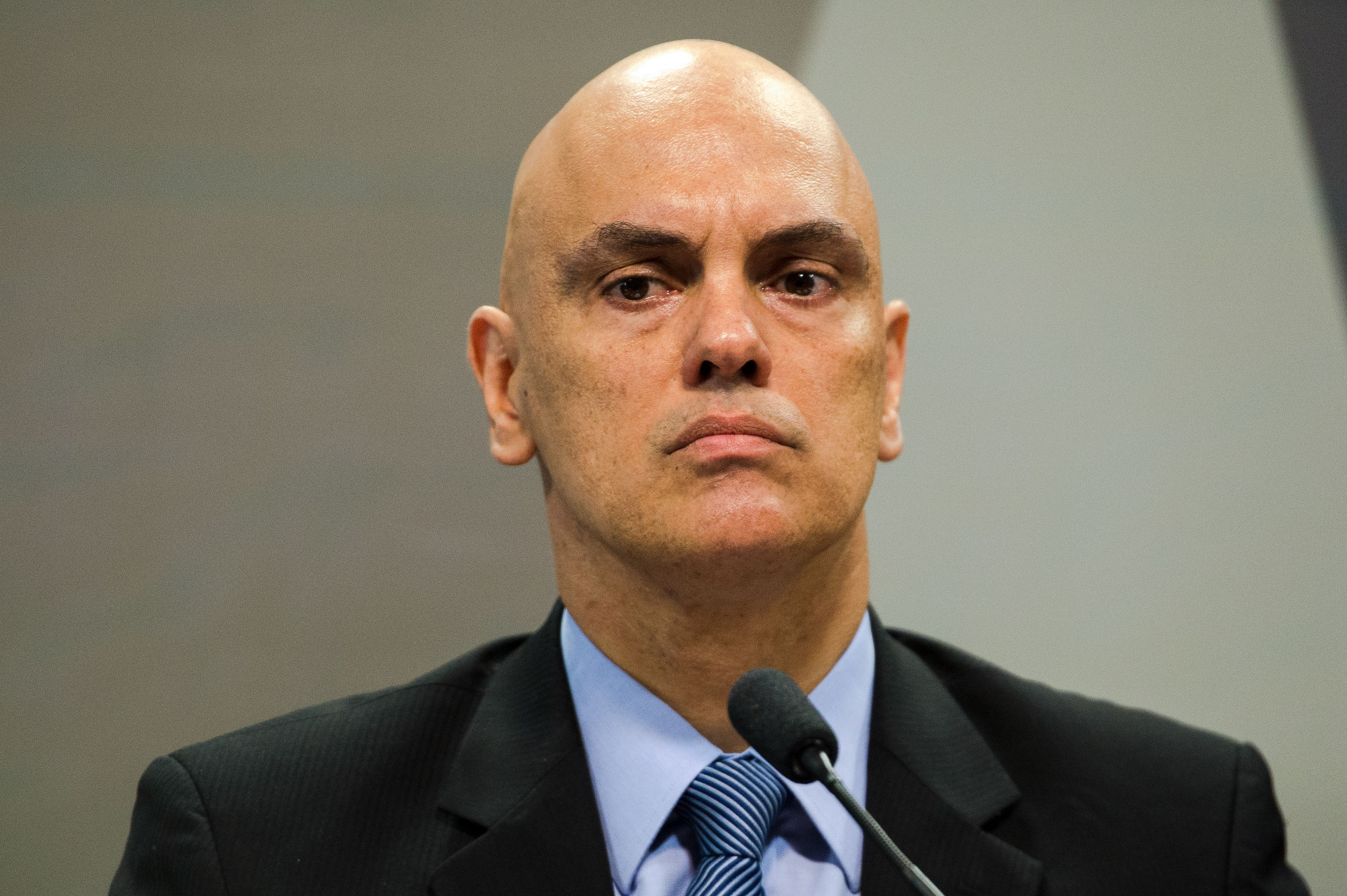
Alexandre de Moraes, ministro do Supremo Tribunal Federal.

A Vaza Toga foi um suposto vazamento de mensagens e áudios do WhatsApp que começou no dia 13 de agosto de 2024, quando o jornalista Glenn Greenwald publicou uma matéria na Folha de S.Paulo alegando ter acesso a 6 gigabytes de mensagens vazadas que teriam mostrado, segundo a matéria, que o ministro do Supremo Tribunal Federal (STF) Alexandre de Moraes agiu de forma informal no Tribunal Superior Eleitoral (TSE), fora dos trâmites normais. Após todas as matérias da Folha de S. Paulo, Moraes decidiu abrir um inquérito sob sigilo judicial, cuja motivação teria sido apurar a autenticidade e a origem dos vazamentos.

## Conteúdo

### 2024
Na terça-feira do dia 13 de agosto de 2024, Glenn publicou a reportagem na Folha de S.Paulo acusando o Alexandre de Moraes de ter utilizado o Tribunal Superior Eleitoral fora do rito para investigar bolsonaristas. Agindo da seguinte maneira, Moraes e seu gabinete teriam dado ordens de forma não constitucional utilizando-se do Tribunal Superior Eleitoral, no qual Moraes pedia aos seus auxiliares, Airton Vieira e Eduardo Tagliaferro, a produção de relatórios contra determinados alvos de acordo com seu pedido, sem usar ofícios ou decisões judiciais, através de mensagens no WhatsApp, como se o monitoramento dos alvos fosse feito de forma espontânea, ocultando, assim, que os monitoramentos eram feitos pelo próprio Moraes e seus auxiliares, por fim, os relatórios eram enviados ao gabinete de Moraes para serem incluídos no Inquérito das Fake News, posteriormente, Moraes se baseava nesses relatórios para justificar suas decisões contra bolsonaristas, como quebra de sigilo bancário,  cancelamento de passaporte, bloqueio de rede sociais, entre outras, sem revelar que o pedido para a produção desses relatórios era dele mesmo, segundo a reportagem da Folha de S. Paulo.
Na segunda reportagem publicada no dia seguinte, 14 de agosto, os diálogos mostravam que os relatórios eram alterados quando não ficavam de acordo com a satisfação do gabinete do Supremo Tribunal Federal e, em alguns casos, feitos sob medida para criar e justificar uma ação, como multa ou bloqueio de contas e/ou redes sociais. No dia 15 de agosto, Glenn, em sua terceira reportagem publicada na Folha, acusava o TSE de ter acessado dados da  Polícia Militar do Estado de São Paulo após um pedido informal do ministro. Segundo a reportagem da Folha, o policial Wellington Macedo que trabalha na equipe do ministro Alexandre de Moraes, pediu de forma não-oficial a elaboração de relatórios ao TSE.
Na sexta feira, dia 16, na quarta reportagem publicada, a Folha publicou que o ministro Moraes e seu gabinete teriam usado o mesmo policial militar Wellington Macedo de ter acessado o órgão de combate à desinformação do Tribunal Superior Eleitoral para levantar informações sigilosas sobre um operário que faria uma obra na casa do ministro.
No dia 17, a reportagem da Folha publicou que em 2022, na época na qual Moraes estava sob a presidência do TSE, seus assessores estariam irritados com a Interpol e os Estados Unidos por não cooperarem na captura do jornalista Allan dos Santos, tendo o juiz auxiliar de Moraes no TSE, Marco Antônio Vargas, dito ter vontade de "mandar uns jagunços" pegarem o Allan dos Santos que se encontra nos Estados Unidos após ser incluído no inquérito das fake news.
Já no dia 21 de agosto, o vazamento de mensagens informava que em 2022, um processo sigiloso foi aberto contra o deputado Homero Marchese, alegando que ele havia feito postagens críticas sobre ministros do STF. O caso foi tratado de maneira irregular pelo TSE, levando a críticas da Procuradoria-Geral da República (PGR).
No dia 4 de setembro, o vazamento de mensagem mostrou que o ministro Alexandre de Moraes ordenou endurecer contra o X, antigo Twitter, cinco meses após as eleições no Brasil, em março de 2023, após o bilionário, Elon Musk, assumir a empresa e, assim, negar-se a fazer remoção de conteúdos exigidos por Moraes. Os diálogos das mensagem vazadas são de um grupo de Whatsapp no qual faz parte o ministro, o juiz auxiliar de Moraes, Marco Antônio Vargas e a AEED, Acessória Especial de Enfrentamento à Desinformação do TSE. Neles Moraes afirma "vamos endurecer com eles", e pede a preparação dos relatórios informais e eles fossem mandados para o inquérito das fake news, por fim, completa, "vou mandar tirar sob pena de multa".
No dia 22 de agosto, Eduardo Tagliaferro, ex-chefe da assessoria do ministro Alexandre de Moraes no Tribunal Superior Eleitoral (TSE), citado na reportagem da Folha, prestou depoimento no inquérito, aberto no Supremo Tribunal Federal pelo próprio ministro, Alexandre de Moraes, que investiga de onde vazaram diálogos de Moraes com servidores do TSE e do STF.
No dia 27 de agosto, o presidente do Supremo Tribunal Federal (STF), Luis Roberto Barroso, rejeitou um pedido, feito pela defesa de Eduardo Tagliaferro, para que fosse declarado o impedimento do ministro Alexandre de Moraes para atuar na investigação preliminar que apura o vazamento de mensagens de seus assessores no STF e no Tribunal Superior Eleitoral.
No dia 29 de agosto, o ministro do STF, Alexandre de Moraes, decidiu não devolver o celular de Eduardo Tagliaferro, que foi servidor do Tribunal Superior Eleitoral (TSE) durante a presidência do ministro.

### 2025
No dia 2 de abril de 2025, a Polícia Federal do Brasil encerrou as investigações sobre o vazamento de diálogos do ministro Alexandre de Moraes com servidores do TSE e do STF e indiciou Eduardo Tagliaferro por violação de sigilo funcional com dano à administração pública.

## Reações
Mediante às mensagens vazadas, o ministro Alexandre de Moraes afirmou que todas as ações e medidas que adotou em investigações sobre a realização de crimes eleitorais e contra a democracia foram regulares.
Em 14 de agosto, na abertura da sessão, o ministro Luís Roberto Barroso, presidente do STF, chamou de "tempestades fictícias" os relatos de que o ministro Alexandre de Moraes pediu informações em investigações fora dos ritos oficiais da Justiça. No mesmo dia, o Partido Novo apresentou uma notícia-crime solicitando uma investigação contra Moraes e seus auxiliares por formação de quadrilha e falsidade ideológica para a Procuradoria Geral da República (PGR). No dia seguinte, a PGR arquivou o pedido sob o argumento de não haver evidências de que eles infringiram a lei. O NOVO também apresentou uma denúncia ao Conselho Nacional de Justiça (CNJ) contra os juízes auxiliares Airton Vieira e Marco Antônio Martins Vargas que foram citados na reportagem da Folha de S. Paulo. No entanto, o CNJ, posteriormente, arquivou a denúncia sob o argumento de "não caber intervenção do CNJ neste tipo de processo".
O ex-governador do Ceará e ex-presidenciável nas eleições de 2022, Ciro Gomes criticou a atuação do ministro Alexandre de Moraes depois da revelação das mensagens vazadas. Ciro disse que todas as ações de Moraes no caso "são nulas" e "podem garantir a impunidade de malfeitores", afirmando que o inquérito das fake news já deveria ter "sido encerrado com a indiciação dos investigados e seus julgamentos com as provas colhidas e o direito a ampla defesa", ele também chamou esse Inquérito de "Inquérito do fim do mundo", porque, segundo ele, "não tem fim". Ciro ainda afirmou que "a demora no processo enfraquece Moraes diante da opinião publica".
No dia 23 de agosto, um artigo da Gazeta do Povo considerou o escândalo da Vaza Toga mais grave que a Vaza Jato.